# Mexikanische Badmintonmeisterschaft 1961
Die Mexikanische Badmintonmeisterschaft 1961 fand in Mexiko-Stadt statt. Es war die 15. Auflage der nationalen Titelkämpfe von Mexiko im Badminton. Vizemeister im Herreneinzel wurde Oscar Lujan.

## Titelträger
| Disziplin    | Sieger                                |
| ------------ | ------------------------------------- |
| Herreneinzel | Sergio Fraustro                       |
| Dameneinzel  | Carmela Martinez                      |
| Herrendoppel | Antonio Rangel Raúl Rangel            |
| Damendoppel  | Carmela Martinez Rosario de Villareal |
| Mixed        | Antonio Rangel Ernestina Rivera       |